# Mezihoří
Mezihoří (deutsch Meshorsch) ist eine Gemeinde in Tschechien. Sie liegt elf Kilometer nördlich von Klatovy und gehört zum Okres Klatovy.

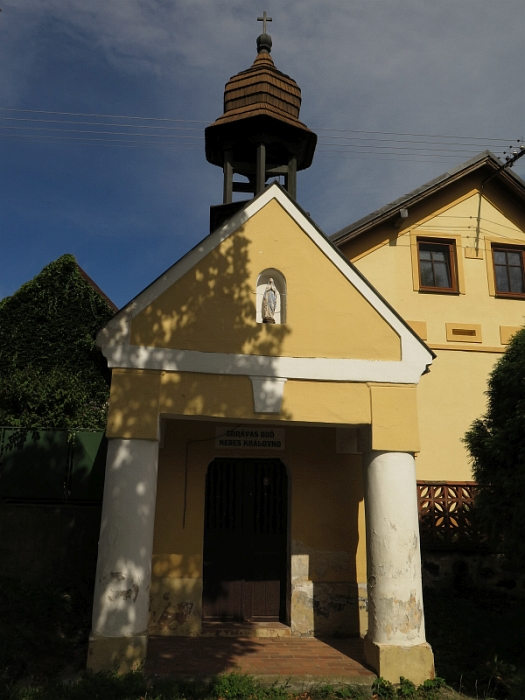
Mezihoří, Kapelle

## Geographie
Mezihoří befindet sich im Schwihauer Bergland (Švihovská vrchovina) zwischen den Bergen Tuhošť (601 m) und Běleč (712 m) am Mezihořský potok.
Nachbarorte sind Lhovice im Norden, Červené Poříčí und Vodotečský Dvůr im Nordosten, Švihov im Osten, Kokšín im Südosten, Trštejn, Malechov und Výrov im Süden, Chlumská und Trnčí im Südwesten, Ježovy im Westen sowie Biřkov im Nordwesten.

## Geschichte
Auf dem Tuhošť hat sich wahrscheinlich die alte Burg Tuhošť befunden, zu deren Füßen der Ort entstanden ist. Erstmals urkundlich erwähnt wurde Mezhorzy im Jahre 1548. 1563 erwarb Humprecht Černín von Chudenitz auf Švihov den Ort von Heralt Kavka. Um 1601 erfolgte eine Zweiteilung des Dorfes. Im Jahre 1662 wurde Anna Magdalena Černínová von Haras Besitzerin des gesamten Ortes.
Bis zur Aufhebung der Patrimonialherrschaften im Jahre 1848 verblieb Mezihoří bei der Herrschaft Švihov und wurde dann zum Ortsteil der Gemeinde Lhovice im Gerichtsbezirk Klattau. Ab 1880 bildete Mezihoří eine eigene Gemeinde im Bezirk Klattau. Zwischen 1950 und 1960 erfolgte eine Umgliederung in den Okres Přeštice. Dieser wurde im Zuge der Gebietsreform von 1960 aufgelöst und gleichzeitig verlor Mezihoří auch seine Selbstständigkeit. Bis zum 1. Jänner 1992 war Mezihoří nach Švihov eingemeindet und wurde dann wieder eigenständig.

## Gemeindegliederung
Für die Gemeinde Mezihoří sind keine Ortsteile ausgewiesen.

## Sehenswürdigkeiten
- Kapelle der Jungfrau Maria, am Dorfplatz, erbaut 1849